# Club de Deportes Antofagasta
El Club de Deportes Antofagasta es un club de fútbol chileno con sede en la ciudad de Antofagasta, capital de la Región de Antofagasta. Fue fundado el 14 de mayo de 1966, bajo la denominación de «Antofagasta Portuario», fruto de la fusión de dos clubes de la ciudad, «Unión Bellavista» y «Portuario Atacama». Disputa la Liga de Ascenso de Chile, segunda categoría del fútbol nacional.
El club ha obtenido dos títulos de Segunda División/Primera B (1968 y 2011) y un Campeonato de Apertura de la Segunda División (1990). Por torneos internacionales, ha participado en tres ediciones de la Copa Sudamericana: 2019, 2021 y 2022.
Los "pumas" juegan como locales en el Estadio Regional Calvo y Bascuñán, recinto inaugurado en 1964 y remodelado en 2013, con capacidad para 21.770 espectadores. Su clásico rival es Cobreloa, cuadro con el que disputa el "Clásico de la Segunda Región".

## Historia

### Fusión entre Unión Bellavista y Portuario Atacama
En 1965, el club «Unión Bellavista» se postula a la Asociación Central de Fútbol ACF (hoy convertida en la ANFP) para disputar el fútbol profesional, sin embargo, fue rechazado. De igual manera, otro club amateur, «Portuario Atacama», realiza las mismas gestiones, corriendo la misma suerte que su rival Unión Bellavista. Ante esto, la ACF solicita a ambos clubes que se fusionen para formar un nuevo club para Antofagasta, contando además con el apoyo de la Municipalidad, quien le facilitaría el Estadio Regional, inaugurado en 1964. Las reuniones de ambos clubes fueron riñas, debido a que Unión Bellavista postulaba el nombre de "Unión Antofagasta", mientras que Portuario Atacama postulaba el de "Antofagasta Portuario". Como ambos no se ponían de acuerdo, la ACF les indicó que, "si no se ponían de acuerdo, Antofagasta quedaría sin fútbol profesional". Ante esto, el alcalde de Antofagasta, Juan Floreal Recabarren, interviene como mediador realizando las reuniones en el Salón de Honor de la Municipalidad (hoy Casa de la Cultura), llegando a acuerdo mutuo. Es por ello que se determinó que el nuevo equipo profesional se llamaría Club de Deportes Antofagasta Portuario fundándose el 14 de mayo de 1966. Con ello, Antofagasta Portuario (también llamado el AP) se convierte en el primer club profesional de fútbol chileno del norte grande del país.
La primera directiva estuvo conformada por:
- Presidente: Juan Floreal Recabarren (Alcalde de Antofagasta)
- Primer Vicepresidente: Eugenio Veloso Novoa
- Segundo Vicepresidente: Juan López Araya
- Tesorero: Leopoldo Quinteros Argandoña
- Protesorero: Justino Mur
- Secretario: Eduardo Rojas Cruz
- Prosecretario: Hugo Luna Herrera

### Luis Santibáñez y el primer plantel
Luis Santibáñez fue el primer entrenador del club, y lo acompañaron en el cuerpo técnico Buenaventura Sarria Vargas (ayudante técnico) Clodomiro Faguett (utilero) y Manuel Castillo (masajista). El primer plantel fue conformado por los jugadores de la selección de fútbol amateur de Antofagasta integrado por: Nelson Flores Perines, Miguel Muñoz, Ernesto Jáuregui Jáuregui, Leonardo Carvajal, Buddy van Gurp, Gregorio Silva Muñoz, Pedro Silva Muñoz, Lautaro Encalada San Román, Leonardo Calvimonte, Juan Páez Tirado, Mario Páez Tirado, Luis Páez Tirado, Rodolfo Muñoz Vásquez, Juan Rojas Veas, Mario Terrazas, Benjamín Sarria Vargas, Nelson Sarria Olmos, Pedro Klaric Radman, David Barraza Campos, Marcelino Aracena, Ángel Pérez de la Paz y Juan Pozo Pozo, entre otros.

### El Quillotazo: Primer título y primer ascenso
Bajo la dirección del entrenador Francisco Hormazábal, Antofagasta Portuario se coronó campeón del Campeonato de Segunda División de 1968, tras el partido de la Liguilla Final disputado el 19 de enero de 1969 ante San Luis de Quillota. El único gol fue marcado a los 33 minutos de la segunda parte del encuentro, por el mítico atacante paraguayo Juan Pelayo Ayala, en lo que hoy se conoce como 'El Quillotazo' por parte de la hinchada del club. De esta forma, el equipo obtenía su primer título oficial y disputaría en 1969 por primera vez en su historia el torneo de Primera División de Chile.

Plantel Campeón 1968
| - Arqueros: Francisco Valencia, Jaime Berly, Eduardo Ferrada. - Defensas: René Jáuregui, Antonio Espinoza, Carlos Vega, Carlos Bravo, Juan Romero, Samuel Abd-El-Kader. - Mediocampistas: Serapio Marín, Jorge Dagnino, Ernesto Saavedra, Juan Letelier, Manuel Escobar. - Delanteros: Juan Ayala, Juan Carlos Meneses, Lucio González, Onofre Barreto, Juan Páez, Jorge Tobar, Jorge Helo, Pedro Monroy, Bernardo Tirado, Luis Céspedes, Pedro Chang. - Entrenador: Francisco Hormazábal. |

### Club Regional Antofagasta (CRA)
El 21 de julio de 1974, mediante el anuncio del Intendente Regional, General Rolando Garay Cifuentes, el club pasó a llamarse Club Regional Antofagasta (CRA), tras la aprobación de la Asociación de Empleados y Obreros del Puerto Fiscal de Antofagasta.

### Primer descenso
El año 1977 el club logró la 18.ª posición, descendiendo finalmente a la Segunda División junto a Deportes Ovalle, en un torneo donde ganó solo cinco partidos de 34 disputados.

### CDA y el nombre definitivo
En el mismo año de 1977, nace en la ciudad de Calama, perteneciente a la Región de Antofagasta, el club Cobreloa. Por ello, es que en 1979, el presidente del club, Jorge León anuncia el nombre definitivo del equipo: Club de Deportes Antofagasta, el cual fue estipulado mediante escritura pública. El nombre de Regional no se justificaba después de la aparición del equipo calameño. Desde ese año. la hinchada lo llama CDA.

### Juan Páez, nuevo entrenador
En 1981, tomó el máximo cargo de la dirección del equipo uno de los jugadores más míticos del fútbol de Antofagasta, Juan Páez. Tras varios buenos resultados, deja el cargo abruptamente, cuando no aceptó que ciertos dirigentes se inmiscuyeran en los asuntos técnicos, al contratarle unos "paquetes" e intentar imponérselos como titulares.

### El regreso a primera y un nuevo descenso
El 30 de enero de 1983, el club logró el ascenso a la Primera División en el Estadio Regional de Antofagasta, gracias a la goleada por 9 a 0 contra Lota Schwager. Los goles del equipo dirigido por Manuel Rodríguez, fueron anotados por Héctor “Tito” Olivos en cinco ocasiones, Fernando González en tres ocasiones y Franklin López.
En 1984, el club vuelve a descender, al lograr la 11.ª posición de la Zona Norte del Torneo Nacional, donde ganó solo seis de 26 partidos disputados.

### Torneo de Apertura y ascenso por secretaría
En 1990, Deportes Antofagasta es campeón del Torneo de Apertura de Segunda División, competición oficial de copa doméstica de fútbol profesional que se disputaba anualmente entre clubes de la Segunda División de Chile (actual Primera B), como un símil de la Copa Chile; venciendo por 2 goles a 1 a Puerto Montt de la mano del técnico Jorge Luis Siviero y con gran actuación del mediocampista y capitán del equipo Sergio Marchant.
Plantel Campeón Apertura 1990
| - Arqueros: José Castillo, Luis Alvarado, Jaime Zapata. - Defensas: Williams Alarcón, Manuel Quezada, Wilson Pizarro, Alfonso Neculñir, Miguel Rojas, Lindorfo Sepúlveda, David Elgueda. - Mediocampistas: Raúl Henríquez, Luis Romero, Félix Araos, Gaspar Mercado, Rafael Imerso, Sergio Marchant, Leandro Romero, Gabriel Jeria. - Delanteros: Italo Zapeda, Carlos Zúñiga, José Pérez, Juan Aliaga, Orlando Llanos, Juan Carlos Ríos, Hermes Navarro. - Entrenador: Jorge Siviero. |

En el mismo año y tras la salida de Siviero, llega como Director Técnico Hugo Solís. Los Pumas juegan el Campeonato Oficial de la Segunda División luchando palmo a palmo el primer lugar con Coquimbo Unido, con el cual se juega el partido de definición de la Zona Norte en el Estadio Francisco Sánchez Rumoroso, venciendo el equipo local por tres goles a dos. Este partido se jugó en enero de 1991 con asistencia de miles de antofagastinos, incluyendo autoridades de la región, entre ellos el alcalde y presidente fundador, Juan Floreal Recabarren. Al regreso de los jugadores, cuerpo técnico e hinchas a la ciudad, fueron recibidos en caravanas y una gran manifestación en los balcones de Radio Máxima FM, ubicado en calle Latorre de la ciudad. Posteriormente, se jugó la Liguilla de Promoción con los equipos de la primera división Everton de Viña del Mar y Naval de Talcahuano, mientras que de la Segunda División, participaron Deportes Antofagasta y Rangers de Talca. Con el sistema de juego todos contra todos y disputados en su totalidad en el Estadio Regional de Antofagasta, el equipo puma no pudo acceder a la primera división del fútbol chileno, obteniendo el tercer lugar, detrás de Everton y Naval. Esto provocó además un gran descontento de los hinchas y asistentes al estadio, provocando desmanes en los alrededores y la gran frustración de jugar un año más en Segunda División.
Sin embargo, el 15 de febrero se oficializa el retiro del fútbol profesional de Naval, por lo cual, ante gestiones administrativas en la ANFP, el Consejo de Presidentes aprueba el ascenso de los pumas a la Primera División tras una votación de 9 votos contra 5. Tras el anuncio del ascenso, los hinchas y simpatizantes del club realizan un gran carnaval en las calles céntricas y en los diversos sectores de la ciudad.

### La Era Perčić
En 1991, es contratado Andrija Perčić como Director Técnico, quien dirigió a los pumas hasta 1995. Para muchos hinchas y medios de comunicación, la Era Percic es considerada una de las más exitosas en la historia del club en Primera División, contando además con futbolistas de la talla de Marco Cornez, Jorge Pautasso, Pedro Reyes, Remigio Fernández, Mario Cruz, Mario Véner, Florencio Villalba, Rubén Vallejos, Daniel Fascioli, Gabriel Caballero, Claudio Tello, Sergio Vásquez, Jorge Muñoz, entre otros.

### El Nuevo Descenso y la Estancia en la Primera B
En 1997, el club desciende de manera conjunta con Unión Española, logrando la 16° posición de 16 equipos participantes. Deportes Antofagasta, desde 1998 hasta el año 2005, juega en la Primera División B, llevando además diversos problemas dirigenciales y de deudas.
En el año 2001, con un equipo de jugadores en su mayoría de la zona y bajo la dirección técnica del exjugador antofagastino y técnico Luis Marcoleta, Antofagasta juega uno de sus mejores torneos en la serie, peleando los primeros lugares con Deportes Temuco y Cobresal. Sin embargo, el equipo no logra ascender, ocupando el tercer lugar. Se destaca en el equipo de aquel año el goleador Carlos Cáceres, quien fue el máximo anotador del torneo.

### A un paso de la Sudamericana
En el año 2003, Deportes Antofagasta disputa la Pre Liguilla de la Copa Sudamericana. Con el sistema de eliminación directa, su primer rival fue el reciente campeón del Torneo de Apertura de Primera División, Cobreloa, quienes fueron derrotados por los pumas por tres goles a cero, partido disputado en el Estadio Regional. En el mismo recinto, Antofagasta derrota a Universidad de Chile y a Coquimbo Unido (ambos de Primera A), clasificando al partido final que define el acceso directo al certamen internacional. Su rival fue Universidad Católica, perdiendo aquel partido en el Estadio San Carlos de Apoquindo.

### Vuelta a Primera con Hernán Ibarra
El 23 de octubre de 2005 de la mano del técnico Hernán Ibarra, el equipo logró el ascenso a Primera División en Quillota, a una fecha de finalizar el Campeonato de Primera B, junto al campeón del torneo Santiago Morning. En este torneo obtiene el segundo lugar, destacando un récord de imbatibilidad del portero Luis Godoy, que no recibió un gol en 924 minutos.

### El cuarto descenso
A fines del año 2008, Deportes Antofagasta regresa a Primera B, ya que obtuvo un muy bajo puntaje en la tabla ponderada, la que sumaba los puntos de las temporadas 2007-2008. El 2 de noviembre, Unión Española y la Universidad de Concepción (rivales directos en la tabla ponderada) lograron sumar puntos, mientras Deportes Antofagasta tenía fecha libre, concretándose así el descenso directo del club.
Durante la temporada 2010, consigue llegar a la Liguilla de Promoción, donde enfrenta a Santiago Morning. Si bien logra triunfar 2-1 en el Estadio Regional de Antofagasta, en su visita a La Pintana no pudo lograr el ascenso, ya que gracias a un gol en los últimos minutos del alargue del bohemio Pablo Calandria, el equipo tuvo que resignarse nuevamente a continuar en la Primera B por una temporada más.

### Nuevo título en la B
El 26 de junio de 2011, Deportes Antofagasta logra el título de campeón del Campeonato de Apertura de la Primera B, al ganar de local por 1-0 al conjunto de Everton, partido jugado en el Estadio Regional de Antofagasta. Este fue el último partido realizado en este estadio, antes de entrar en remodelación. El 6 de noviembre de 2011 corona su gran campaña, consiguiendo el ascenso a la división de honor como campeón, al ganar como local por 2-0 al conjunto de San Luis de Quillota, partido jugado en el Estadio Parque Juan López El ascenso fue conseguido bajo la dirección técnica de Gustavo Huerta.

Plantel Campeón 2011
| - Arqueros: Luis Godoy, Sebastián López. - Defensas: Juan Riquelme, Baltazar Astorga, Rodrigo Barra, Patricio Castañeda, Jorge Sotomayor, José David Portillo, René Bugueño, Claudio Arancibia, Mauricio Rosa, Víctor Oyarzún, Francisco Sepúlveda, Roberto Ruz. - Mediocampistas: Giovanni Narváez, Ángelo González, Luis Cabrera, Erick Pulgar, Juan Amieva, Eduardo Cusó, Rubén Bascuñán, Patricio Rubina, Carlos Escudero, Walter Cubilla, Eric Pino. - Delanteros: Ignacio Rivera, Osmán Huerta, Ronald González, Leonardo Saavedra, César Díaz, Roberto Castillo, Richard Olivares. - Entrenador: Gustavo Huerta. |

El técnico dirige al club entre los años 2012 y 2014, destacándose el partido jugado el 27 de abril de 2013 en el reciente reinaugurado Estadio Regional Calvo y Bascuñán con la victoria de 4 a 2 frente a Universidad de Chile. Los cuatro tantos del CDA fueron anotados por el argentino Javier Elizondo, siendo el goleador del Torneo de Transición 2013 con 14 tantos. Además, los pumas se salvan del descenso. Elizondo se ganó el cariño de la hinchada antofagastina, que aún lo recuerda.

### Muñoz, Vera, Cantillana y muchos interinatos
Debido a los malos resultados al inicio del Torneo de Clausura 2014 y por petición de los hinchas del club, Gustavo Huerta deja la dirección técnica, quedando en su cargo su ayudante Jaime Muñoz. En este torneo, los pumas obtienen el undécimo lugar con 21 puntos y logran también el mismo lugar con 44 puntos en la tabla acumulada del Campeonato Nacional 2013-2014.
A mediados de 2014, llega a la institución Jaime Vera con buenos antecedentes desde Deportes Iquique. Aunque Vera venía con un buen currículum, no pudo obtener los resultados esperados, teniendo a los pumas en el penúltimo lugar, por lo cual deja el club y asume en forma interina el exjugador puma Sergio Marchant, técnico de las divisiones inferiores. Con el excapitán se jugaron los tres últimos partidos, logrando vencer por dos a uno a Cobreloa en el clásico del norte, perdiendo 1 a 0 frente a Universidad de Concepción y venciendo por 2 a 1 a O'Higgins de Rancagua. Además, logra la clasificación a semifinales de Copa Chile, venciendo en definición a penales a San Marcos de Arica.
En el Torneo de Clausura 2015 asume como Director Técnico José Cantillana.
En la Temporada 2015-2016 del fútbol chileno, es el único equipo representante de la Segunda Región, en la máxima categoría de fútbol chileno, debido al descenso de Cobreloa a la Primera B de Chile. Deportes Antofagasta inició la temporada 2015-2016 con un empate ante la Universidad de Chile, sin embargo, con el correr de las fechas, el equipo tuvo una racha de derrotas, y con ello, el técnico José Cantillana renuncia el 6 de septiembre del mismo año. En la fecha 6 nuevamente asume interinamente Sergio Marchant.

### El proceso de Beñat San José
En los siguientes días, se anuncia la contratación oficial del estratega español Beñat San José, con la misión de salvar al equipo del descenso. El español se estrenó con una derrota de local ante San Marcos de Arica. En la siguiente fecha pierde 2 goles por 0 ante Unión La Calera y luego de eso se enfrentó a Universidad Católica y Deportes Iquique, donde logró obtener 4 puntos. El 29 de abril de 2016 logró su objetivo de no descender con el equipo a la Primera B del fútbol chileno, además de pelear un cupo para la Copa Sudamericana en la Liguilla Pre-Sudamericana, enfrentándose en partidos de ida y vuelta frente a Santiago Wanderers, empatando 0-0 en el Coloso de Angamos, y consiguiendo el mismo resultado en el duelo de vuelta en Valparaíso jugado en el Estadio Elías Figueroa Brander, forzando así una definición a penales, donde los caturros terminan con el sueño internacional de los Pumas al vencer por 4-3 desde los doce pasos al cuadro nortino, definición muy recordada por la mala ejecución por parte de ambos equipos, donde se tuvieron que recurrir a 16 tiros (8 por cada equipo). En esta última temporada se destaca la participación de Hugo Droguett reconocido futbolista nacional quién se ganó el cariño de la hinchada puma. También se destaca el jugador Marcos Bolados proveniente de las divisiones inferiores del CDA, quien posteriormente se traslada a Santiago para firmar y jugar por Colo-Colo.
Pese a esto, el equipo de 2016 es recordado como una de las mejores escuadras de la que ha tenido el equipo puma, considerando que estuvo casi irremediablemente descendido, y que finalmente terminó repitiendo un 7° lugar, posición histórica y la mejor hasta esa fecha en algún campeonato de Primera División. La gran campaña del técnico español le significó aceptar la oferta del Club Bolívar de Bolivia, dejando un gran recuerdo en la hinchada puma.

### La irregularidad con Fernando Vergara
En la temporada 2016-2017, Fernando Vergara llega a la Dirección Técnica de los pumas. En el Torneo de Apertura 2016, Deportes Antofagasta llega a la 9.ª posición, mientras que en el Torneo de Clausura 2017 llega a la 11.ª posición con 18 puntos, quedando en la tabla acumulada en el 10.º lugar. De esta etapa destacan las mayores goleadas de aquel torneo por algún equipo, tanto en condición de local como visitante: un contundente 5-0 frente a Universidad de Concepción en el Calvo y Bascuñán, y el mismo marcador frente a San Luis de Quillota en el Lucio Fariña Fernández, lo que hacía suponer un gran torneo, pero que luego fue sumando una serie de empates y derrotas que no posibilitaron la opción a un torneo internacional por lo anteriormente mencionado. Ante estos resultados, el cuerpo técnico dirigido por Vergara no continúa en el club. Para el siguiente torneo se contrata al argentino Nicolás Larcamón de 32 años, proveniente del Deportivo Anzoatégui de Venezuela.

### Larcamón, el invicto y semis de Copa Chile
Este nuevo proceso al mando del estratega trasandino comienza con el pie derecho, al derrotar en la siempre difícil altura de Calama por la cuenta mínima a su clásico rival, Cobreloa, en el marco de la primera fase de la Copa Chile MTS, con un destacado debut del portero Paulo Garcés, quien en el cuadro nortino buscaba su revancha luego de su cuestionado paso por el elenco albo. El partido de vuelta jugado en el Regional Calvo y Bascuñán termina en empate 1-1, logrando el pase para los antofagastinos a la siguiente fase.
A la postre, los Pumas fueron uno de los protagonistas de aquella edición del torneo, llegando a semifinales luego de derrotar en los octavos de final a San Marcos de Arica goleando en ambos encuentros, como visita por un 4-0 y 4-2 como local. En los cuartos de final dejaron atrás a un complicado Curicó Unido, en donde lograron empatar el primer partido de visita a último minuto 1-1 y obteniendo otro empate de local por 0-0, donde en la tanda de penales triunfaron los Pumas por 4-2 sin desperdiciar penal alguno, y consagrando como figura al "Halcón" Garcés luego de detener dos lanzamientos del cuadro curicano. Pierden su paso a la gran final con la Universidad de Chile, siendo derrotados en el partido de ida por 2-0 en el Estadio Nacional, donde tuvieron que presentarse con varios cambios debidos a lesiones y desgastes mientras que el segundo encuentro de vuelta ganan por 1-0 en el Coloso de Angamos, resultado que no alcanzó para pelear la gran final, en un encuentro recordado por un Antofagasta que desde el comienzo buscó con todo dar vuelta el resultado adverso frente a una Universidad de Chile que, con su equipo titular (siendo la plantilla más cara de aquella temporada), la mayor parte del encuentro jugó de manera muy defensiva, aparte de un arbitraje cuestionado que pudo influir en el marcador final de la llave.
Con torneo respecto a la liga local, en el Transición 2017 Antofagasta también fue protagonista, peleando durante la mayor parte del torneo los primeros lugares con gran desempeño de su técnico Larcamón, logrando terminar algunas fechas en el segundo o tercer puesto, algo antes nunca visto. Además de mantenerse invicto durante las primeras 8 fechas, que junto a la mencionada actuación en la Copa Chile 2017, posicionaron al elenco antofagastino como el único equipo invicto en el semestre, considerando ambos torneos por seis meses consecutivos.
Con el paso del tiempo, las lesiones y desgastes físicos empezaron a mermar el rendimiento del club, que hasta la última fecha tuvo la opción de ir a un torneo internacional, donde necesitaban ganar por la cuenta mínima como local a la Universidad Católica o empatar 4-4, instancia donde estuvieron a sólo 45 minutos de conseguir el objetivo al ir ganando 2-0 durante la primera parte, pero lamentablemente el desgaste físico de ambos torneo se empieza a hacer notorio y terminan perdiendo trágicamente por 4-2, cediendo su cupo a la Copa Sudamericana como Chile 4 por la diferencia de un solo punto a Deportes Temuco.
Finalmente repiten el 7° lugar histórico y, si bien no logran alcanzar algún título o copa internacional, el cuadro Puma terminó llamando la atención de la prensa local y nacional debido a su buen juego, además de los destacados jugadores jóvenes como Ángelo Araos, Bryan Carvallo, Mario Briceño y Augusto Barrios, como también nuevas contrataciones tales como el defensa Bruno Romo, viejos conocidos como Luis Cabrera, Flavio Ciampichetti y otros experimentados tales como Paulo Garcés y Paulo Magalhaes.

### Campaña histórica de Ameli
A inicios de la temporada 2018, llega al cuerpo técnico el entrenador argentino Gerardo Ameli. A comienzo de temporada, el CDA pierde a Angelo Araos, una de sus figuras, que se marchó a Universidad de Chile. En su reemplazo llega Eduard Bello desde el Carabobo de Venezuela, transformándose en pocas fechas en el goleador y figura del club, como también otros fichajes entre los cuales se encontraban Rodrigo Contreras y Michael Lepe.
Tras una excelente primera rueda, luego del receso del Campeonato por el Mundial de Fútbol, Antofagasta peleó mano a mano los primeros lugares de la tabla, pero no pudo obtener algunos triunfos claves, tanto de local como de visitante, alejándose así en las últimas fechas de la posibilidad de disputar el título y obtener un cupo en la Copa Libertadores, sumado a la grave lesión de su máxima figura Eduard Bello en la fecha 27 frente a Everton de Viña del Mar, en un partido que como anécdota, es la primera vez en un partido de fútbol en Chile donde un futbolista pide matrimonio en pleno encuentro, donde el venezolano lo hizo luego de marcar la primera cifra.
Sin embargo, coronó la temporada con un histórico 4.º lugar, la mejor posición conseguida en toda la historia del club, obteniendo así el paso directo a la próxima Copa Sudamericana 2019.
Dentro de esta histórica campaña se destacan encuentros donde el equipo mostró una gran determinación por sacar adelante el resultado, tales como remontadas agónicas frente a Deportes Iquique, O'Higgins, Deportes Temuco, Everton de Viña del Mar, Curicó Unido y sobre todo, la más recordada frente a Colo-Colo en el Estadio Monumental, donde el equipo Puma perdía en la primera parte por 3-1 para terminar ganando en el complemento por 4-3 con dobletes de Flavio Ciampichetti y Eduard Bello, dejando al equipo albo sin posibilidades de ganar el torneo así como a su vez pavimentar el camino del cuadro nortino como un claro candidato para levantar la copa. Otra victoria destacable es la goleada por 4-0 frente a Universidad de Chile, con un doblete de Rodrigo Contreras y cifras de Michael Lepe y Eduard Bello en el Coloso de Angamos, estadio que se convirtió en un verdadero fortín al solo perder dos encuentros en el recinto en todo el torneo, ante Colo-Colo (1-2) y Unión La Calera (0-2), rivales que fueron vencidos por Antofagasta en condición de visitante.
En esta temporada destacaron nombres como los del arquero Paulo Garcés, Tomás Astaburuaga, Bruno Romo, Jason Flores, Gabriel Sandoval, Eduard Bello y Augusto Barrios, este último siendo nominado por Reinaldo Rueda a la selección de fútbol de Chile por su buen rendimiento durante la temporada. Así como también el llanero Eduard Bello también sería nominado por Rafael Dudamel para hacer su debut en la Selección adulta de Venezuela en compromisos válidos por fecha FIFA.

### Copa Sudamericana 2019
En sorteo realizado el día 17 de diciembre de 2018, se determinó que el rival de Deportes Antofagasta en Primera Fase de la Copa Sudamericana 2019 sería el Fluminense de Brasil, equipo que clasificó tras obtener el lugar 12.º del Campeonato Brasileño de Fútbol 2018. En el partido de ida jugado el 26 de febrero de 2019 en el Estadio Maracaná en Río de Janeiro, que se convirtió en el primer partido internacional del club en toda su historia, Antofagasta obtuvo un importante empate sin goles en calidad de visita con una gran actuación del portero Fernando Hurtado. Sin embargo, en el partido de vuelta jugado el 21 de marzo, los Pumas cayeron por dos goles a uno, con gol convertido por Jason Flores y nuevamente con Hurtado como figura, quien contuvo un penal a Luciano, despidiéndose así del certamen continental.

### Histórica clasificación a la Copa Sudamericana 2022
El sorteo realizado el día 20 de diciembre de 2021, quedó en que Deportes Antofagasta se enfrentaría a Unión Española en la Primera Fase de la Copa Sudamericana, el partido de ida se jugó el 10 de marzo en el Estadio Santa Laura. Antofagasta obtuvo un importante triunfo ganando por 2 a 1 a su rival en dónde anotaron Brayan Hurtado y Andrés Robles. Mientras que en el partido de vuelta se disputó el día 17 de marzo, en el Estadio Regional Calvo y Bascuñán, por entonces Unión Española logra empatar el global en el minuto 49 con gol de Rodrigo Piñeiro, forzando la definición por penales en el cual el cuadro Puma logró imponerse por 4 a 1, siendo Jason Flores el que marcaría el penal definitivo para sellar la clasificación a la fase de grupos de la Copa Sudamericana 2022.

### El quinto descenso
En la temporada 2022 Deportes Antofagasta regreso a Primera B luego de un invicto de 11 años en la Primera División, quedando en el puesto 16 descendiendo junto a La Serena con 26 puntos y tan solo 6 partidos victoriosos.
El año 2023 en su primer año de regreso a la Primera B, Deportes Antofagasta logró quedar puntero en la tabla entre las fechas 22-26, aunque finalmente termina quedando 5.º en tabla logrando la clasificación a la liguilla quedando eliminado por 5-2 en el global ante Deportes Iquique en las semifinales.

## Presidentes
- 1966: Juan Floreal Recabarren
- 1979: Jorge León
- 1992-1994: Edmundo Ziede Abud
- 1994-1995: José Manuel Araneda
- 1996-1999: Patricio Ly
- 1999-2000: Edmundo Ceballos
- 2000-2004: Bernardo Rodríguez
- 2005-2014: Osciel Guzmán
- 2014-presente: Jorge Sánchez

## Himno y música
El himno del Club de Deportes Antofagasta fue escrito por Walton Rivera, antiguo músico, cuya iniciativa apareció en las oficinas de La Estrella del Norte. Fue grabado en Santiago por las hermanas Beltrán. El sencillo incluyó en su cara «B» la Cumbia del A.P., escrita por el guitarrista antofagastino Juan Calíbar. El himno de los pumas solo cambia su letra: de AP a CDA.
Himno del AP (coro)
El pecho se ensancha para gritar, Viva el AP, Viva el AP, Viva el AP
Himno del CDA (coro)
El pecho se ensancha para gritar, CDA, CDA, CDA
El himno se actualizó en el año 2000 mientras Deportes Antofagasta jugaba en la primera B. La voz de esta actualización es cantada por Mario Barraza, himno que no solo se toca en los partidos, sino además en radios y eventos de la ciudad. En el año 2021, con motivo se la participación de los Puma en la Copa Sudamericana, la Orquesta Sinfónica de Antofagasta interpretó el himno del CDA.
Con motivo de la campaña de ascenso de Deportes Antofagasta de 1990, el grupo tropical Los Mercury interpretan la cumbia del CDA.

## Escudo
El primer escudo del club, como Antofagasta Portuario, consistía en un ancla de color azul (por el ancla que da su nombre al cerro homónimo) cubierta por un motivo circular rojo con detalles y una letra «A» blancos.
Insignias posteriores incorporaron la figura del puma, mascota del club, entre ellas una versión de marcados rasgos y de tonalidades rojas, establecida en la década de 1990.
Actualmente, el escudo incluye un ancla de color oro, un escudo celeste con una efigie blanca del puma y un detalle en marrón con las siglas «C.D.A.» y «S.A.D.P.» con un balón de fútbol. Mientras que en la parte baja del ancla está la frase "Antofagasta, la Perla del Norte".

## Uniforme
El origen de los colores representativos de Deportes Antofagasta se debe a los colores celeste y blanco del Britania F. C., que representó a la ciudad en un campeonato en 1912, el cual ganó y repitió su logro el año siguiente. Estos colores fueron adoptados por el seleccionado amateur de la ciudad, y luego por Antofagasta Portuario en su fundación en 1966.
Con respecto al uniforme alternativo, se eligió los colores rojo y negro representativos de Unión Bellavista, uno de los clubes que se fusionaron para formar a Deportes Antofagasta.
| Primer | ver evolución | Actual |

## Estadio
Club de Deportes Antofagasta juega de local en el Estadio Regional Calvo y Bascuñán de Antofagasta, recinto que es propiedad de la Ilustre Municipalidad de Antofagasta. Si bien el recinto deportivo se planificó para ser una subsede para la Copa Mundial de Fútbol de 1962, finalmente se inauguró el 8 de octubre de 1964, en los terrenos del antiguo Club Hípico de Antofagasta por el presidente de la República Jorge Alessandri Rodríguez. Originalmente tenía capacidad para 35.000 personas, la cual se fue reduciendo. En el año 2007 la municipalidad decidió demoler una de las galerías para construir un escenario para espectáculos quedando su capacidad en 26.339 espectadores aproximadamente.
En 1987 el recinto deportivo fue sede del Mundial Juvenil Sub-20 recibiendo a las selecciones de República Federal de Alemania, Bulgaria, Arabia Saudita, Estados Unidos y Escocia.
Desde que debutaron en el fútbol profesional en 1966, Deportes Antofagasta siempre ha ejercido su localía en el Estadio Regional antofagastino, sin embargo en 2007 y por la instalación de la pista atlética tuvieron que ser locales en el Estadio Municipal de La Pintana en Santiago ante Deportes Puerto Montt, en el Estadio Municipal de Calama ante Huachipato y en el Estadio Carlos Dittborn de Arica ante Lota Schwager.
Entre los años 2011 y 2013, debido a la remodelación del Regional, Deportes Antofagasta debió ser local en el Estadio Parque Juan López de Antofagasta, aunque en los partidos de alta convocatoria jugó de local en 2012 en el Estadio Luis Valenzuela Hermosilla de Copiapó enfrentando a los equipos de Colo Colo y Universidad de Chile.
En el año 2011 se comienza el proyecto de remodelación del recinto deportivo en el marco del Proyecto Red Estadios Bicentenario y Proyectos Bicentenario de Minera Escondida. El recinto fue re- inaugurado el 23 de marzo de 2013 por el presidente de la República Sebastián Piñera Echenique. En una noche para el olvido y por descoordinación de la organización del evento, Deportes Antofagasta juega su primer partido en el remozado estadio cerca de la medianoche provocando críticas a la alcaldesa Karen Rojo.
Antes de la Copa América 2015 el reducto de Angamos tuvo que remodelar el césped, por este hecho tuvieron que hacer de local en el Estadio Municipal de Mejillones y en el Estadio Francisco Sánchez Rumoroso de Coquimbo para jugar el partido frente a Universidad Católica el 4 de enero de 2015 por la primera fecha del torneo de clausura 2015. Mientras que en el reducto deportivo mejillonino jugó los partidos del frente a Unión La Calera (3:4) el 18 de enero, San Marcos de Arica (0:2) el 4 de febrero y la ida de la semifinal por la Copa Chile frente Palestino (1:1) el 14 de enero.
En 2015 fue sede de la Copa América en donde se jugaron los partidos Uruguay contra Jamaica y Paraguay contra Jamaica.
A comienzos de 2022 debido al término del contrato de la municipalidad con la empresa de mantención del césped del estadio, el recinto estuvo en desuso debido a las condiciones de este, por lo que el club ejerció de local en otros complejos, como en el caso del Tierra de Campeones de Iquique para su partido contra Cobresal y el Zorros del Desierto de Calama para los encuentros contra Deportes La Serena y Colo Colo.
Luego en 2023 debido a deudas (en 2022 ocurre un precedente, dónde el club no puede ejercer de local contra Palestino, por lo tanto, la ANFP dictamina una derrota para los locales) y un juicio de la municipalidad contra el club debido al uso del estadio en los últimos años y además a la resiembra del pasto, el recinto no pudo ser utilizado hasta el mes de julio, durante todo este tiempo, el club ejerció de local en el estadio Zorros del Desierto de Calama.

## Datos del club
- Fundación: 14 de mayo de 1966
- Temporadas en 1ª: 33 (1969-1977; 1983-1984; 1991-1997; 2006-2008; 2012-2022)
- Temporadas en 1ªB: 28 (1966-1968; 1978-1982; 1985-1990; 1998-2005; 2009-2011; 2023-)
- Participaciones Internacionales: 3 (Copa Sudamericana: 2019, 2021 y 2022)
- Mejor puesto en Primera División: 4° (2018)
- Peor puesto en Primera División: 18° (1977)
- Mejor puesto en Primera B: 1° (2 veces) (1968 y 2011)
- Peor puesto en Primera B: 12° (1998)
- Mejor participación en Copa Sudamericana: Fase de Grupos (2022)
- Peor participación en Copa Sudamericana: Primera Fase (2019 y 2021)
- Mayor cantidad de partidos ganados en un torneo largo: 14 (2018)
- Goleador histórico: Ricardo Rojas (54 goles)
- Mayor asistencia de público: 32.663 espectadores (1973)
- Mayor goleada conseguida: Deportes Antofagasta 9-0 Lota Schwager.
- Puesto histórico en Primera División: 19°
- Primer partido en torneos nacionales: Lister Rossel 0-2 Antofagasta Portuario
- Primer partido en torneos internacionales: Fluminense 0-0 Deportes Antofagasta
- Mejor resultado en torneos internacionales: Defensa y Justicia 0-2 Deportes Antofagasta
- Peor resultado en torneos internacionales: Liga de Quito 4-0 Deportes Antofagasta

### Nombres del club
| Período       | Nombre                                 |
| ------------- | -------------------------------------- |
| 1966-1974     | Club de Deportes Antofagasta Portuario |
| 1974-1979     | Club Regional Antofagasta              |
| 1979-Presente | Club de Deportes Antofagasta           |

## Jugadores

### Plantilla 2025
- Por disposición de la Asociación Nacional de Fútbol Profesional (ANFP), los equipos chilenos en la Liga de Ascenso están limitados a tener en su plantel un máximo de cinco futbolistas extranjeros, más un juvenil extranjero inscrito en el fútbol formativo desde el año 2023, pero:
  - Manuel Maluenda posee la doble nacionalidad sueca y chilena.
  - Nicolás Berardo posee la doble nacionalidad argentina y chilena.
  - Felipe Álvarez posee la doble nacionalidad argentina y chilena.
- Por disposición de la ANFP, el número de las camisetas no puede sobrepasar al número de jugadores inscritos.
- Por disposición de la ANFP, el plantel debe utilizar al menos 1890 minutos a juveniles chilenos nacidos a partir del 1 de enero de 2004.

### Altas 2025
| Jugador           | Posición      | Procedencia          | Tipo                |
| ----------------- | ------------- | -------------------- | ------------------- |
| Fernando Hurtado  | Portero       | Santiago Wanderers   | Libre               |
| Brayams Viveros   | Defensa       | San Marcos           | Libre               |
| Byron Nieto       | Defensa       | Deportes Copiapó     | Retorno de préstamo |
| Matías Contreras  | Defensa       | Defensores Unidos    | Libre               |
| Zacarías Abuhadba | Defensa       | Universidad de Chile | Préstamo            |
| Felipe Báez       | Mediocampista | San Marcos           | Libre               |
| Fabián Manzano    | Mediocampista | Deportes Copiapó     | Libre               |
| Ignacio Jara      | Mediocampista | Coquimbo Unido       | Libre               |
| Christian Bravo   | Delantero     | Cobreloa             | Libre               |
| Tobías Figueroa   | Delantero     | Deportes Copiapó     | Retorno de préstamo |
| Manuel López      | Delantero     | Ferro Carril Oeste   | Retorno de préstamo |
| Matías Fredes     | Delantero     | Lautaro              | Retorno de préstamo |
| Maykol Sánchez    | Delantero     | Lautaro              | Retorno de préstamo |
| Richard Paredes   | Delantero     | Santiago Morning     | Libre               |

### Bajas 2025
| Jugador           | Posición      | Destino                   | Tipo            |
| ----------------- | ------------- | ------------------------- | --------------- |
| Zacarías López    | Portero       | Huachipato                | Fin de préstamo |
| Lukas Soza        | Defensa       | Coquimbo Unido            | Libre           |
| Benjamín Vidal    | Defensa       | Bandera de ?              | Libre           |
| Simón González    | Defensa       | Bandera de ?              | Libre           |
| Salvador Cordero  | Mediocampista | Coquimbo Unido            | Libre           |
| Fabio Vázquez     | Mediocampista | Estudiantes de Río Cuarto | Libre           |
| Luis Guerra       | Mediocampista | Deportes Limache          | Libre           |
| Gonzalo Espinoza  | Mediocampista | Deportes Recoleta         | Libre           |
| Bruno Liuzzi      | Mediocampista | Sarmiento                 | Fin de préstamo |
| Jason Flores      | Delantero     | Coquimbo Unido            | Libre           |
| Mauro Quiroga     | Delantero     | Cartaginés                | Libre           |
| Ariel Uribe       | Delantero     | Unión Española            | Traspaso        |
| Sebastian Ubilla  | Delantero     | Bandera de ?              | Libre           |
| Enzo Díaz         | Delantero     | Los Andes                 | Libre           |
| Rodrigo Contreras | Delantero     | Universidad de Chile      | Préstamo        |
| Brayan Hurtado    | Delantero     | Miramar Misiones          | Préstamo        |

### Goleadores
- Goleador de la Primera División de Chile (2):[14]
  -  Gabriel Caballero (1): 18 (1995).
  -  Javier Elizondo (1): 14 (Transición 2013).

- Goleador de la Primera B de Chile (3):
  -  Jaime Baeza (1): 18 (1985).
  -  Carlos Cáceres (1): 23 (2001).
  -  Rodrigo Contreras (1): 19 (2023).

#### Goleadores históricos
- Lista incompleta debido a la falta de registros de datos históricos.

Fecha de actualización: 13 de julio de 2025.
| Jugador             | Goles |
| ------------------- | ----- |
| Ricardo Rojas       | 54    |
| Javier Elizondo     | 42    |
| Tobías Figueroa     | 41    |
| Eduard Bello        | 32    |
| Richard Olivares    | 31    |
| Ronald González     | 29    |
| Luis Guerra         | 26    |
| Flavio Ciampichetti | 26    |
| Rodrigo Contreras   | 25    |
| Roberto Castillo    | 24    |
| Jason Flores        | 24    |
| Carlos Cáceres      | 23    |
| Eric Pino           | 23    |
| Gabriel Caballero   | 22    |

## Entrenadores

### Cronología
- Luis Santibáñez (1966)
- Santiago García (1967)
- Francisco Hormazábal (1968-1969)
- Francisco Molina (1970-1972)
- Luis Ibarra (1973)
- Raúl Pino (1974)
- Rosamel Miranda (1975)
- Pedro Araya (1975)
- Hernán Carrasco (1975-1976)
- Jaime Ramírez (1977)
- Domingo Gajardo (1977)
- Raúl Pino (1977)
- Donato Hernández (1977)
- Jorge Venegas (1978)
- Luis Rojo (1978-1979)
- José Cárdenas (1980)
- Juan Páez (1981)
- Juan Letelier (1981)
- Manuel Rodríguez (1982)
- Juan Letelier (1983)
- Mario Páez (1983)
- Isaac Carrasco (1983)
- Jaime Campos (1983)
- Mario Páez (1984)
- Sergio Navarro (1985)
- Jaime Campos (1985)
- Miguel Ángel Arrué (1985)
- Alfonso Sepúlveda (1986)
- Humberto Cruz (1986)
- Miguel Ángel Arrué (1986)
- Hernán Godoy (1986-1987)
- Jorge Molina (1988)
- José Sulantay (1988)
- Rolando García (1989)
- Mario Páez (1989)
- Jorge Luis Siviero (1990)
- Hugo Solís (1990)
- Mario Páez (1991)
- Andrija Percic (1991-1995)
- Mario Páez (1995-1997)
- José Sulantay (1997)
- Dagoberto Olivares (1997-1998)
- Mario Páez (1998-1999)
- Rogelio Delgado (2000)
- Luis Marcoleta (2001-2002)
- Mario Páez (2003-2004)
- Carlos Rojas (2004)
- Hernán Ibarra (2005)
- Oscar Malbernat (2006)
- Fernando Díaz (2007)
- Mario Véner (2008)
- Hernán Ibarra (2008-2010)
- Gustavo Huerta (2011-2014)
- Jaime Muñoz (2014)
- Jaime Vera (2014)
- Sergio Marchant (2014)
- José Cantillana (2015)
- Sergio Marchant (2015)
- Beñat San José (2015-2016)
- Fernando Vergara (2016-2017)
- Nicolás Larcamón (2017)
- Gerardo Ameli (2018-2019)
- Walter Fiori (2019)
- Juan Azconzábal (2019-2020)
- Héctor Almandoz (2020)
- Diego Reveco (2020)
- Héctor Tapia (2020-2021)
- Juan José Ribera (2021)
- Diego Reveco (2021)
- Juan Tolisano (2022)
- Diego Reveco (2022)
- Javier Torrente (2022)
- John Armijo (2023-2024)
- Quemel Farías (2024)
- Pedro Gómez (2024)
- Diego Reveco (2024)
- Hernán Peña (2025)
- Carlos Escudero (2025)
- Luis Marcoleta (2025-)

## Palmarés

### Títulos nacionales
- Segunda División de Chile/Primera B de Chile (2): 1968, 2011
- Campeonato de Apertura de la Segunda División de Chile (1): 1990.
- Subcampeón de la Primera B de Chile (1): 2005.

### Torneos amistosos
- Subcampeón de la Copa Ciudad de Antofagasta (1): 1990